# 羅克福德 (明尼蘇達州)
羅克福德（英語：Rockford）是一個位於美國明尼蘇達州亨內平縣及賴特縣的城市。

## 人口
根據2020年美國人口普查的數據，羅克福德的面積為6.73平方千米，當中陸地面積為6.54平方千米，而水域面積為0.18平方千米。當地共有人口4500人，而人口密度為每平方千米669人。